# Costa dos Coqueiros
Die touristische Zone nördlich von Salvador da Bahia wird Costa dos Coqueiros genannt und liegt im Bundesstaat Bahia in Brasilien mit einer Ausdehnung von 193 km von Salvador da Bahia bis zur Bundesstaatsgrenze von Bahia nach Sergipe. Ein Teil dieser Strecke wird heute auch als Linha Verde bezeichnet.

Historisch wurde der Name der Küste vom Adelshaus Garcia D’Avila vergeben, die noch heute über Ländereien in diesem Gebiet verfügen. Inhaltlich wurde der Name von der Hauptpflanze dieser Region, der Kokospalme, abgeleitet. Die Costa dos Coqueiros wird von der Autostraße Linha Verde (Teil der BA-099) durchzogen, die alle nördlichen gelegenen Strände und Orte mit Salvador da Bahia verbindet. Insgesamt verfügt der touristische Bereich der Costa dos Coqueiras über mehr als 10.000 Übernachtungsmöglichkeiten in den verschiedenen Küstenorten und Hoteleinrichtungen. Darüber hinaus gibt es mit Hauptsitz in Praia do Forte das Projekt TAMAR, welches sich um den Erhalt der an dieser Küste zahlreich vorkommenden Meeresschildkröten bemüht. 

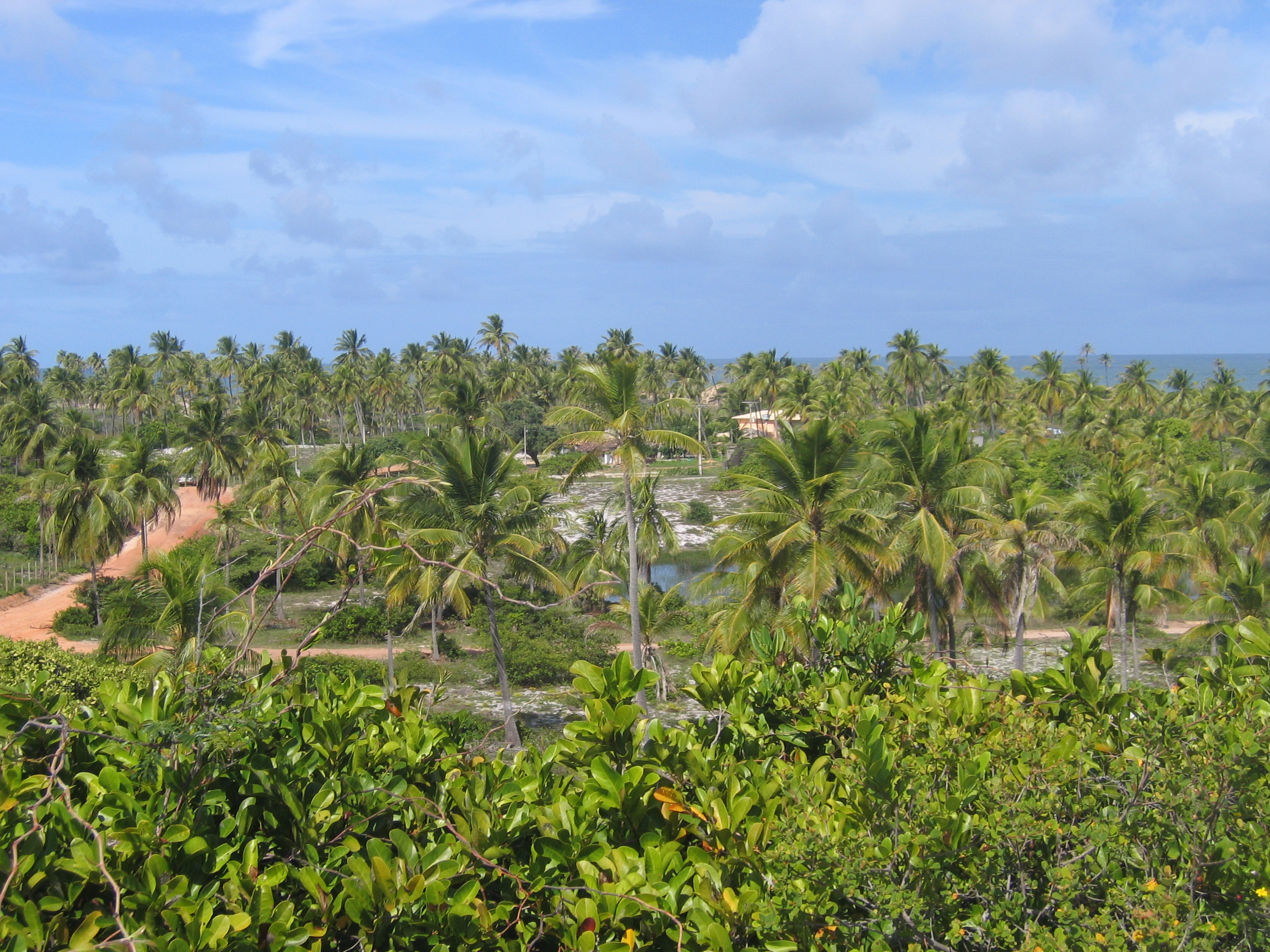
Blick in eine Kokospalmenpflanzung – Costa dos Coqueiros

Touristisch sehenswerte Orte an dieser Küste sind: 
- Arembepe
- Guarajuba,
- Praia do Forte (Mata de São João)
- Imbassaí (Mata de São João)
- Porto do Sauípe
- Massarandupió
- Subaúma
- Baixio,
- Itariri,
- Sitio do Conde
- Costa Azul
- Mangue Seco